# جيوفاني جياكومو مونتي
جيوفاني جياكومو مونتي (بالإيطالية: Giovanni Giacomo Monti)‏ هو رسام إيطالي، (و. 1620 – 1692 م).